# Rasmus Hult
Pour les articles homonymes, voir Hult (homonymie).
Rasmus Hult, né le 27 février 1984 à Nyköping, est un joueur de squash représentant la Suède. Il atteint en mai 2013 la 143e place mondiale sur le circuit international, son meilleur classement. Il est champion de Suède à neuf reprises entre 2007 et 2023.

## Biographie
Tout jeune, il s'essaye à tous les sports avec une préférence pour le football, le hockey sur glace et le squash. Plus tard, après trop d'accidents, il décide de se consacrer au squash et domine en catégorie junior. Après ses années de lycée, il a l'occasion de déménager à Londres et de se consacrer à temps plein au squash mais il ne franchit pas le pas et privilégie ses études et une carrière professionnelle dans les affaires.
Il est un des rares joueurs à jouer son revers à deux mains.

## Palmarès

### Titres
- Championnats de Suède : 9 titres (2007, 2014-2017, 2019, 2021-2023)